# Nobilis (Rollenspiel)
Nobilis ist ein englisches Pen-&-Paper-Rollenspiel von R. Sean Borgstrom, das in seiner aktuellen Version von Guardians of Order verlegt wurde. Die Spieler übernehmen die Rollen der namensgebenden Nobilis, höheren Wesen in einem Kampf um die Schöpfung selbst. Ungewöhnlich ist der vollständige Verzicht auf Zufallselemente wie Würfel oder Karten.

## Layout
Die zweite Edition wurde als gebundene Ausgabe im Überformat mit 304 Seiten publiziert. Die Höhe entspricht zwar dem gängigen DIN-A4-Format, allerdings ist Nobilis auch genauso breit, sodass das Buch annähernd quadratisch ist. Die gesamte Breite wird nur von den Schwarz/Weiß-Illustrationen genutzt. Der eigentliche Text nimmt nur den Platz einer gewöhnlichen DIN-A4-Seite ein, während der dadurch entstandene breite Rand für Erläuterungen und Zitate genutzt wird.
Auf dem weißen Einband ist die Skulptur „The Sphinx Mysterieux“ des belgischen Bildhauers Charles van der Stappen abgebildet. Einige Illustrationen stammen von Illustratoren die bereits für die Sandman-Reihe gezeichnet haben, außerdem finden sich einige Stillleben von Giuseppe Arcimboldo, einem Maler der Spätrenaissance.

## Publikationsgeschichte
Die erste Edition wurde 1999 als Book-on-Demand von Pharos Press herausgegeben, während die zweite Edition zuerst 2002 in Frankreich bei 2 dés sans faces, société coopérative erschien.
Kurze Zeit später erschien die zweite Edition auch in Amerika bei Hogshead Publishing.
2003 wechselte Nobilis zu Guardians of Order. Die Spielhilfe Society of Flowers war geplant, wurde aber nicht gedruckt. Sie wurde inzwischen von Eos Press als kostenloses PDF herausgegeben. Eine dritte Edition ist 2011 von Eos Press unter dem Titel 'Nobilis: The Essentials (Volume 1: Field Guide to the Powers)' veröffentlicht worden.
Außerdem  gibt es noch ein Live Action Role Playing Regelwerk für Nobilis.
Nobilis gewann 2002 den Origins Award in der Kategorie: „Best Graphic Presentation of a Book Format Product“. Im darauf folgenden Jahr gewann Nobilis zusammen mit Jordan Weisman den „Diana Jones Award for Excellence in Gaming“.

## Spielwelt
Die Spielwelt wird durch den „Valde Bellum“ dominiert, einen Krieg zwischen den Imperatoren, Personifikationen von einzelnen oder mehreren Aspekten der Realität, und den Excrucians, mächtigen Wesen, die von außerhalb der Schöpfung kommen und versuchen diese auszulöschen. Während dieser Kampf auf einer höheren Ebene des Existenz tobt, verwahren die Imperatoren ihre Körper in Festungen, die sie buchstäblich aus der Welt herausreißen, zusammen mit allem, was dort lebt. Aus diesen wählt der Imperator einige aus und versieht sie mit einem Splitter seiner Seele. Das sind die Nobilis und die Protagonisten des Spiels. Ihre Aufgabe ist es, den Körper ihres Imperators und seine Aspekte zu beschützen, wofür sie die Kontrolle über jeweils einen Aspekt und die Festung bekommen.
In Nobilis wird von einer dualen Realität ausgegangen, von der Menschen nur eine Seite wahrnehmen. Zum einen gibt es die prosaische Realität, die unserer Wahrnehmung der Wirklichkeit entspricht. Ihr Gegenstück ist die animistische, mythische Realität. Beide Realitäten beeinflussen sich gegenseitig. Während die Nobilis problemlos zwischen den beiden Welten wechseln können, werden Menschen verrückt, wenn man sie dazu zwingt, die mythische Realität wahrzunehmen. Das bedeutet für die Nobilis eine deutliche Einschränkung ihrer Möglichkeiten, da ihnen verboten ist Unschuldige zu verletzen. Dies ist eine der Regeln des „Code Fidelitas“, das Regelwerk, an das alle Nobilis gebunden sind. Eine dieser Regeln verbietet den Nobilis zu lieben, was Probleme verursacht, da Nobilis nur Menschen an sich binden können, die sie lieben oder hassen.
Neben dem Valde Bellum existieren noch verschiedenste Konflikte zwischen den Imperatoren: Der Konflikt zwischen Himmel und Hölle, zwischen den Lichten, die die Menschheit um jeden Preis erhalten wollen und den Dunklen, die sie zerstören wollen. Viele Konflikte sind auch persönlich motiviert oder durch gegensätzliche Aspekte. Auch zwischen den Nobilis verschiedener Imperatoren herrscht selten Eintracht.
Die Welt von Nobilis gleicht oberflächlich der unseren, ist aber ein oder zwei Schattierungen dunkler. Es wird zwar angenommen, dass zur heutigen Zeit gespielt wird, aber die Spielwelt funktioniert mit jedem Zeitalter. Es wird auch die Möglichkeit erörtert Nobilis als kosmologischen Überbau für anderen Rollenspielwelten zu benutzen. Die Kosmologie nimmt Teile vieler verschiedener Mythologien auf und vermischt diese, darunter christliche, nordische, griechische und fernöstliche.

## Spielmechanismus
Nobilis verwendet keine Zufallselemente für die Konfliktauflösung. Stattdessen wird ein Ressourcenmechanismus verwendet. Jeder Charakter wird über vier Attribute definiert, die jeweils einen eigenen Punktevorrat haben, mit dem man das Attribut zeitweise erhöhen kann. Menschen haben überhaupt keine Attribute. Mit diesen Attributen können Wunder – sogenannte Mirakel – gewirkt werden, die vom Lösen einfacher Gleichungen bis zum Auslöschen der Sonne reichen. Welche Mirakel mit den jeweiligen Attributen möglich sind, ist nur lose definiert. Konkurrieren zwei Mirakel miteinander gewinnt das mit der höheren Stufe. Nobilis haben allerdings einen gewissen Schutz gegen Mirakel. Zum einen haben sie eine „Auctoritas“ um sich herum die die Schwierigkeit von Mirakeln in diesem Bereich erhöht. Zum anderen sind sie gegen direkte Mirakel immun, da sie nicht Teil eines Aspektes sind. Zum Beispiel könnte der Nobilis mit dem Aspekt Liebe einen anderen Nobilis nicht dazu zu bringen, sich in ihn zu verlieben, da seine Liebe nicht Teil des Aspekts ist.
Dazu kommt, dass Nobilis nur schwer zu töten sind. Manche (die eine entsprechende Gabe besitzen) sind sogar unsterblich, und selbst wenn sie sterben, wird der Seelensplitter einfach in einen anderen Menschen verpflanzt. Das führt dazu, dass Konflikte indirekt um die Dinge geführt werden, die den Nobilis wichtig sind.
Die Charaktere werden mit einem Kaufsystem generiert, bei dem Attribute und Gaben, sowie zusätzliche Punkte für den Punktevorrat erworben werden können. „Gabe“ ist ein Sammelbegriff für verschiedenste Vorteile und Fähigkeiten, die aus einer Liste ausgewählt oder mit einem Baukastensystem selber erschaffen werden können. Dazu kann ein Charakter auch Nachteile wählen, welche in vier Gruppen unterteilt werden. Limits sind permanente Einschränkungen, die immer greifen. Sie erhöhen den Punktevorrat permanent um einen festen Wert. Eines der aufgeführten Limits ist der Tod. „Restrictions“ sind situationsgebundene Nachteile. Sie frischen den Punktevorrat immer dann auf, wenn sie dem Charakter gerade Probleme bereiten und machen den größten Teil der Nachteile aus. „Virtues“ sind Prinzipien, die den Charakter zwar behindern ihm aber auch Vorteile bieten. So kann beispielsweise jemand mit dem Prinzip Ehrlichkeit nicht dazu gebracht werden zu lügen. Zuletzt gibt es noch „Affilations“, ein Verhaltenskodex mit drei Regeln, denen jeder Nobilis folgt. Wenn er diese nicht befolgt verliert er Punkte aus seinem Vorrat, er kann aber durch exemplarisches Verhalten auch welche bekommen.
Der Chancel (die oben erwähnte Festung) und der Imperator der Charaktere werden von allen Spielern gemeinsam, ebenfalls mit einem Kaufsystem, erstellt. Während ein Attribut der Charaktere Punkte für den Chancel bereitstellt, muss für jede positive Eigenschaft des Imperators auch eine negative gewählt werden.